# Partito della Giustizia (Corea del Sud)
Il Partito della Giustizia (정의당?, 正義黨LR, JeonguidangMR) è un partito politico socialdemocratico sudcoreano.
È stato fondato il 21 ottobre 2012 quando si è diviso dal Partito Progressista Unificato.

## Risultati elettorali
| Elezione          | Voti      | %   | Seggi   |
| ----------------- | --------- | --- | ------- |
| Parlamentari 2016 | 1.719.891 | 7,2 | 6 / 300 |
| Parlamentari 2020 | 2.697.956 | 9,7 | 6 / 300 |

| Elezione           | Candidato     | Voti      | %   | Esito                |
| ------------------ | ------------- | --------- | --- | -------------------- |
| Presidenziali 2017 | Sim Sang-jung | 2.017.458 | 6,2 | ❌ Non eletta/o (5º) |
| Presidenziali 2022 | Sim Sang-jung | 803.358   | 2,4 | ❌ Non eletta/o (3º) |